# Lisànies (escultor)
Lisànies (Lysanias,  Λύσανυας) fou un escultor grec. S'ha trobat una inscripció seva en pedestal localitzat a l'illa d'Escíatos, que diu Λισανιας Διονύσου τὸν Διόνυσον κατεσκεύασε del que es dedueix que el pare de l'escultor es deia Dionís i que l'estàtua era dedicada al déu Dionís. També consta una altra inscripció que esmenta a l'artista.